# Puchar Świata w Zapasach 1993
Zawody Pucharu Świata w 1993 roku
- w stylu klasycznym mężczyzn rywalizowano pomiędzy 6 a 7 listopada w Heinola (Finlandii).
- w stylu wolnym mężczyzn w dniach 2 – 3 kwietnia w Chattanooga (Stany Zjednoczone).

## Styl klasyczny

### Ostateczna kolejność drużynowa
| Poz. | Państwo           |
| ---- | ----------------- |
|      | Rosja             |
|      | Korea Południowa  |
|      | Finlandia         |
| 4.   | Węgry             |
| 5.   | Stany Zjednoczone |

### Klasyfikacja indywidualna
| Waga   |                       |                    |                  | 4                   | 5                                |
| ------ | --------------------- | ------------------ | ---------------- | ------------------- | -------------------------------- |
| 48 kg  | Sim Gwon-ho           | József Hamzók      | Siergiej Suworow | Isaac Ramaswamy     | Sami Salminen                    |
| 52 kg  | Min Gyeong-gap        | Shawn Sheldon      | Tero Katajisto   | Magomied Magomiedow | Károly Kiss                      |
| 57 kg  | Assaf Gadshiev        | Lee Tae-ho         | Ismo Kamesaki    | Tibor Tihanics      | Anthony Amado                    |
| 62 kg  | Kim Dong-bum          | Zafar Yakushev     | Mikael Lindgren  | David Zuniga        | Mátyás Meggyes 6. Keijo Pehkonen |
| 68 kg  | Michail Elizarijew    | Kim Yeong-il       | Juha Virtanen    | Heath Sims          | Zoltán Lakatos                   |
| 74 kg  | Sergey Poperetschni   | Sim Sang-jun       | János Takács     | Dan Russell         | Michae Lyyski                    |
| 82 kg  | Siergiej Nasiewicz    | Dan Niebuhr        | Seppo Salomaeki  | János Kismóni       | Tuomo Karila                     |
| 90 kg  | Nándor Gelénesi       | Aleksiej Czegłakow | Timo Niemi       | Tod Giles           | ----                             |
| 100 kg | Aleksandr Biezruczkin | Song Seong-il      | James Johnson    | Jani Manni          | Sándor Major                     |
| 130 kg | Juha Ahokas           | László Klauz       | Matt Ghaffari    | Andrei Grishin      | Yang Young-jin                   |

## Styl wolny

### Ostateczna kolejność drużynowa
| Poz. | Państwo           |
| ---- | ----------------- |
|      | Stany Zjednoczone |
|      | Rosja             |
|      | Kanada            |
| 4.   | Kuba              |
| 5.   | Japonia           |

### Klasyfikacja indywidualna
| Waga   |                    |                        |                   | 4                 | 5                   |
| ------ | ------------------ | ---------------------- | ----------------- | ----------------- | ------------------- |
| 48 kg  | Piotr Jumszanow    | Alexis Vila            | Paul Ragusa       | Rob Eiter         | Yutaka Saeki        |
| 52 kg  | Zeke Jones         | Gierman Kontojew       | Greg Woodcroft    | Kimikazu Sato     | ----                |
| 57 kg  | Bagawdin Umachanow | Gia Sissaouri          | Alejandro Puerto  | [[]]              | Hidemi Hanada       |
| 62 kg  | Gadży Raszydow     | John Fisher            | Lázaro Reinoso    | Takahiro Wada     | Marty Calder        |
| 68 kg  | Chris Wilson       | Wadim Bogijew          | Townsend Saunders | Eugenio Montero   | Koki Akaishi        |
| 74 kg  | Rob Koll           | Magomiedsałam Gadżyjew | Alberto Rodríguez | Craig Roberts     | Hiromitsu Hiratsuka |
| 82 kg  | Kevin Jackson      | Ariel Ramos            | Hidekazu Yokoyama | David Hohl        | ----                |
| 90 kg  | Vitali Gizoev      | Roberto Limonta        | Chris Campbell    | Alf Wurr          | Kazuyuki Fujita     |
| 100 kg | Oleg Ladik         | Andriej Gołowko        | Wilfredo Morales  | Toshiyuki Asanuma | Kirk Trost          |
| 130 kg | Andriej Szumilin   | Bruce Baumgartner      | Hiroyuki Obata    | Yogi Johl         | ----                |